# Accueillant éducatif
La formation au métier d'accueillant éducatif est créée en 2014 en France.

## Origine du terme
La formation et le métier d'accueillant éducatif sont issus d'une nécessité reconnue de créer un diplôme permettant de lier les différents niveaux de formation existants en France afin de créer une filière petite enfance allant du CAP petite enfance au Diplôme d’État d’éducatrice de jeunes enfants (EJE),.
Le terme accueillant éducatif apparait pour la première fois dans le rapport de Jacques Attali intitulé Une ambition pour 10 ans dans lequel, des propositions sont faites afin d'améliorer l'accueil du jeune enfant en France en passant d'une vision sanitaire et sociale à une vision éducative.

## Mise en œuvre
La première formation de ce type a été créée en France sous le nom Diplôme d'accueillant éducatif en 2014par Emmanuel SCHIEFER avec comme partenaire le réseau de crèches Les crèches de Tilio.
Depuis 2018 par l'arrêté du 27 décembre 2018 publié au Journal Officiel du 4 janvier 2019 le titre professionnel "Accueillant éducatif" est enregistré au RNCP (RNCP32152) et reconnu de niveau 4 (BAC).
À la suite de la décision d'enregistrement au RNCP du 21 décembre 2023 le titre Accueillant Éducatif est une certification active enregistrée désormais sous le numéro RNCP38468.
Dispensée par le CFPPE à Strasbourg cette certification est également proposée par d'autres centres de formations tel que le Paris Institute of Chilcare Training ou encore le CFA espace concours

### Contenu de la formation
trois blocs de compétences pour l'Accueillant Éducatif :
1. Répondre aux besoins des enfants : Accueille les enfants, assure leur bien-être, sécurité, et autonomie à travers des activités adaptées et des soins quotidiens, y compris pour les enfants en situation de handicap.
2. Accompagner les parents : Assure une communication efficace avec les parents, crée un lien de confiance et les oriente vers des services spécialisés si nécessaire.
3. Manager une équipe : Coordonne l'équipe éducative, participe à l'adaptation du projet pédagogique, assure la logistique et la veille métier.

Ces blocs définissent les rôles clés et les responsabilités de ce métier.

### Mission de l'accueillant éducatif
L'accueillant éducatif accompagne le développement global des enfants de 0 à 6 ans dans des structures comme les crèches, écoles maternelles ou au domicile des parents. Il soutient les familles dans la coéducation, veille au bien-être des enfants (soins, hygiène, alimentation) et participe à la mise en place de projets éducatifs et pédagogiques. L'accueillant est aussi formé pour reconnaître et accompagner les enfants en situation de handicap.